# Prosper Auriol fils
Pour les articles homonymes, voir Auriol et Prosper Auriol.
Prosper, Bernard, Eugène Auriol, né le 2 août 1861 à Perpignan où il est mort le 21 juillet 1944, est un banquier et pyrénéiste français. Il est l'un des pionniers du ski dans les Pyrénées.

## Le banquier
Prosper Auriol est le fils de Prosper Auriol père, propriétaire de la banque Auriol, entreprise familiale créée par son grand-père Bernard Auriol et le beau-frère de celui-ci à Perpignan. Son père meurt alors qu'il n'a que neuf ans, la banque est alors reprise par sa mère, Delphine, aidée par son frère Gustave Cazes et Isaac Lévy, un des employés de la banque. Prosper Auriol devient associé de la banque en 1886, son jeune frère Georges en 1890. Le capital de la banque est alors d'un million de francs, répartis entre la mère (pour 400 000 francs) et les deux frères (à parts égales pour le reste). Après s'être fortement enrichie lors des années 1870-1880 puis avoir connu des difficultés dans les années 1890 dues à la crise du phylloxéra, la banque familiale connaît une forte croissance au début du XXe siècle. En 1883, Prosper Auriol entre comme administrateur de la Caisse d'Épargne, dont il devient plus tard directeur de la section départementale, puis directeur honoraire. En 1910, Prosper Auriol devient censeur de la Banque de France, dans laquelle il joue un rôle important lors de la première Guerre mondiale. Il le reste jusqu'à sa mort. Les deux frères Auriol prennent leur retraite de banquiers en 1924.

## Le pyrénéiste
Prosper Auriol est membre du Club alpin français (CAF). Avec ses amis de la section du Roussillon du CAF, il a introduit le ski dans les Pyrénées et semble avoir effectué avec eux la première descente à ski de ce massif, le 29 janvier 1901, au col de la Quillane (entre Matemale et La Llagonne). Il a également, entre 1908 et 1911, avec d'autres membres du CAF dont son frère, ouvert des voies d'escalade dans le massif du Canigou. En 1921, avec Edmond Boixo, il demande au maréchal Joffre, héros roussillonnais de la Première Guerre mondiale, l'autorisation de baptiser un sommet alors sans nom du massif du Canigou pic Joffre, ce qui est fait au mois d'août de cette même année.
Il est membre et, durant peu de temps, président de la Société agricole, scientifique et littéraire des Pyrénées-Orientales.